# SAS-ulykken på Tenerife
SAS-ulykken på Tenerife 8. februar 1965 var en flyulykke med et Douglas DC-7C-charterfly ejet af SAS, der skulle lette fra Los Rodeos Airport på Tenerife med destination Kastrup Lufthavn og videre til Sverige, men da flyet kl. 22.08 forsøgte take off, nåede det knapt nok i luften inden kaptajn Jan Löf i stedet opgav forehavendet og i stedet foretog en mavelanding, der sluttede 300 meter før landingsbanens ende, hvor flyet brød i brand og udbrændte.
Alle 91 ombordværende, heraf 7 besætningsmedlemmer og i alt 30 danskere, reddede sig ud af flyet i live, omend 6 personer måtte under behandling for skader. Flyet var chartret af rejsebureauet Stjernerejser.
Årsagen til styrtet er ikke helt klarlagt, men en teori er, at landingsstellet simpelthen er blevet trukket op for tidligt, inden flyet var nået ordentligt i luften.